# Aneides lugubris
Aneides lugubris är en groddjursart som först beskrevs av Hallowell 1849.  Aneides lugubris ingår i släktet Aneides och familjen lunglösa salamandrar. IUCN kategoriserar arten globalt som livskraftig. Inga underarter finns listade i Catalogue of Life.

## Bildgalleri

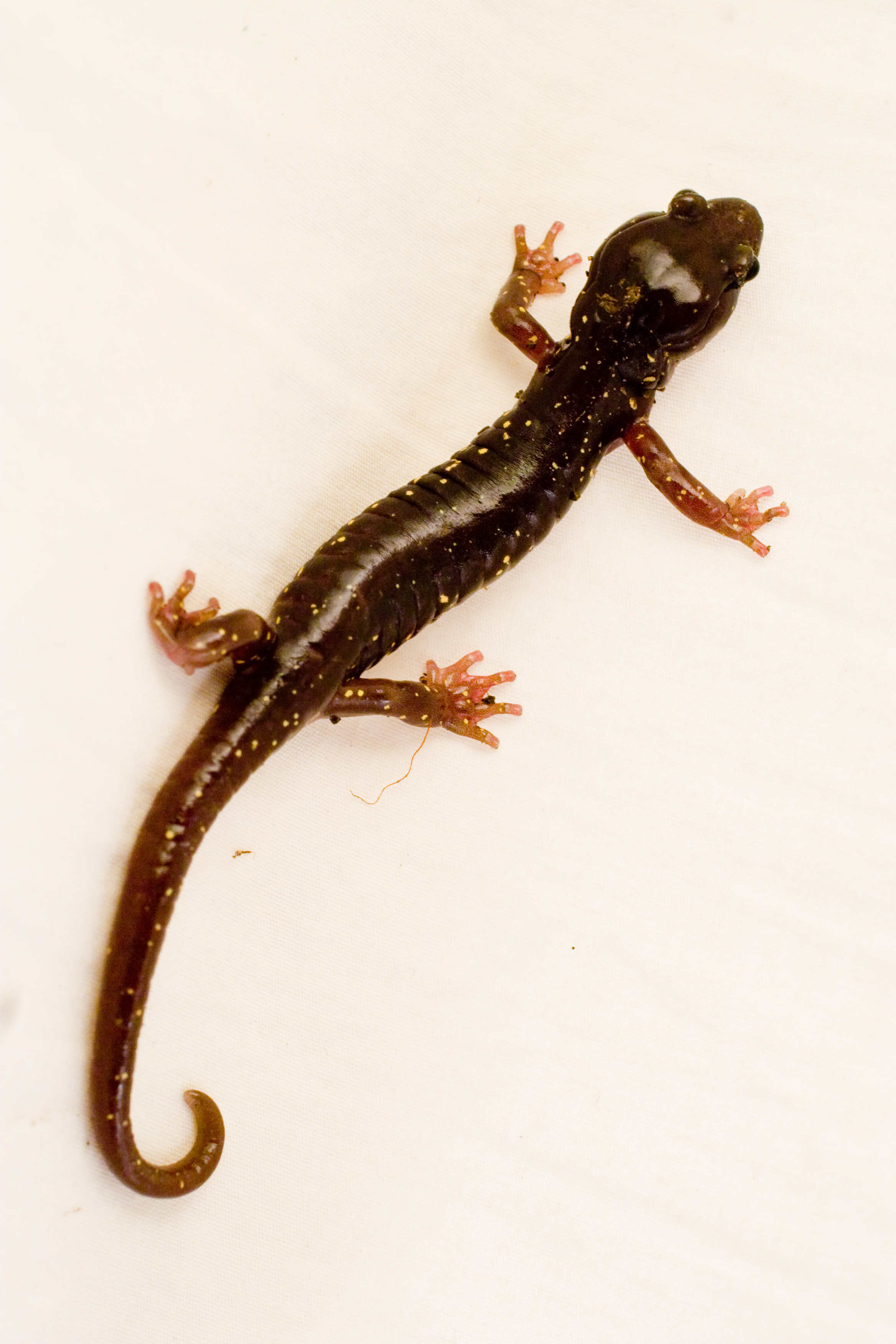
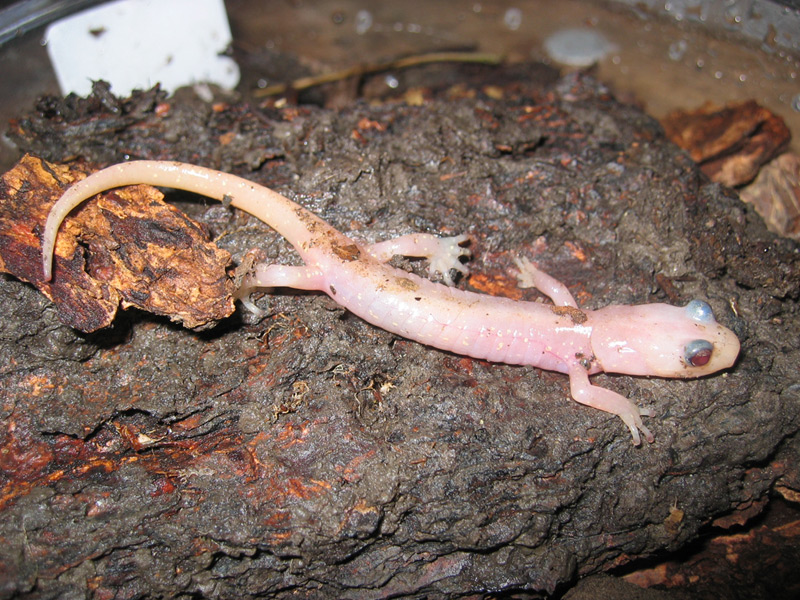
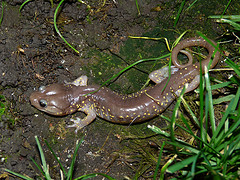